# Who Let the Dogs Out (Album)
1. WEITERLEITUNG Who Let the Dogs Out (Lambrini-Girls-Album)